# Operation Lifeline Sudan
Die Operation Lifeline Sudan (kurz OLS), deutsch Aktion Überlebensbrücke Sudan, war eine humanitäre Operation der Vereinten Nationen in Sudan. Die OLS wurde im März 1989 angesichts einer sich ab Mitte der 1980er Jahre abzeichnenden Hungersnot in Südsudan auf dem Höhepunkt des zweiten Sezessionskrieges beschlossen. Unter Führung der UNICEF wurden Hilfeleistungen verschiedener humanitärer Organisationen koordiniert. Bekannt wurde die OLS durch tägliche Nahrungsmittelflüge von der Basis Lokichoggio in Kenia in verschiedene Orte Südsudans. Es war die erste großangelegte Hilfsaktion, bei der die Bevölkerung während eines Bürgerkrieges innerhalb des Kampfgebietes versorgt wurde.

## Vorgeschichte
Mit der Friedensvereinbarung von 1972 in Addis Abeba (Addis Abeba Peace Agreement), der den ersten Bürgerkrieg in Südsudan beendete, war für Südsudanesen die Hoffnung auf wirtschaftliche Entwicklung verknüpft. Es wurden in den folgenden Jahren zwar einige Entwicklungsmaßnahmen durchgeführt, aber diese waren deutlich zu gering und regional ungleichmäßig verteilt. Geld für Infrastrukturverbesserungen floss nur in den Straßenbau der Distrikte von Torit, Yambio und Yei in den südlichen Äquatoria-Provinzen und vor allem in den Bau des von der lokalen Bevölkerung abgelehnten Jonglei-Kanals. Der Export von Rindern und Trockenfischen in den Norden, der für einige Regionen einen hohen Marktanteil hatte, konnte zwar gesteigert werden, die grundsätzliche Unterentwicklung und Unzufriedenheit des Südens wurde damit nicht behoben.
Nach einem Jahrzehnt Frieden begann der zweite Bürgerkrieg in Südsudan konkret mit einem Aufstand des in Bor stationierten Bataillons 105 im Mai 1983. Der von Khartum aus zur Untersuchung der Angelegenheit losgeschickte Oberst John Garang schlug sich bei der Ankunft in Bor auf die Seite der Meuterer. Am 31. Juli 1983 wurde offiziell die SPLA gegründet, die anfangs nur mit wenigen Waffen Anschläge auf Regierungseinrichtungen verübte, ab 1984 aber von Muammar al-Gaddafi und Äthiopiens Staatschef Mengistu unterstützt wurde. Hintergrund für das Wiederaufflammen des Bürgerkrieges war die Islamisierung des Staates mit der Einführung der Scharia im September 1983 durch Präsident Numeiri, die sich vor allem gegen die Christen im Süden richtete. In den folgenden Jahren stattete die Regierung arabischsprachige Baggara-Nomaden (islamische Milizen allgemein: Murahileen) mit Waffen aus und ermunterten diese zu Plünderungen und Grausamkeiten an der schwarzafrikanischen Bevölkerung (Dinka und Nuer). Ebenso verhielten sich betrunkene Militärs. Es begann eine Massenflucht der Bevölkerung zur SPLA und damit eine Ausweitung der Kämpfe.
Für die Millionen Rinder in Südsudan wurden ab 1983 die staatlichen Impfprogramme eingestellt, der bisherige Viehhandel kam zum Erliegen. Mangels Geld wurden nun in privaten Transaktionen Rinder gegen Hirse getauscht. Tierkrankheiten und Diebstähle reduzierten die Viehbestände. Regierungssoldaten zerstörten als strategisch wertvoll eingestufte Dorfbrunnen. 1983 war der Niederschlag in Südsudan geringer als üblich, im Sommer 1984 fiel abgesehen von den südlichsten Provinzen fast kein Niederschlag. Sechs Millionen Einwohner von Kordofan und Darfur begannen zu hungern, eine Kommission von USAID untersuchte die Ernteausfälle, fand die Lage in den beiden Regionen verzweifelt und veranlasste die Lieferung von 82.000 Tonnen Sorghum, von dem ab November nur wenig über Port Sudan ins Land kam. Wegen der Dürre wurde im Winter 1984 auch in den mechanisierten Feldbaugebieten der Gezira-Ebene nur die Hälfte der Getreidemenge geerntet. Im Mai und Juni 1985 wurden 400.000 Tonnen Durra im Hafen von Port Sudan abgeladen, der mit dieser Menge völlig überfordert war. Der Weitertransport per Bahn oder LKW verlief wegen unzureichender Transportkapazitäten, schlechter Straßen und verbreiteter Korruption nur schleppend. So kam auf dem Höhepunkt der Hungersnot im zentralen Sudan einmal ein völlig leerer Güterzug in Nyala (Darfur) an. Für diese Verluste wurde USAID kritisiert, obwohl diese Organisation für die von ihr zur Verfügung gestellten 425.000 Tonnen Nahrungsmittel andere Transportunternehmen beauftragte und bezahlte. Etwa 250.000 Menschen wurden ernährt, ebenso hoch könnte die Zahl der Todesopfer gewesen sein. Möglicherweise einige 10.000 wurden vor dem Tod bewahrt.

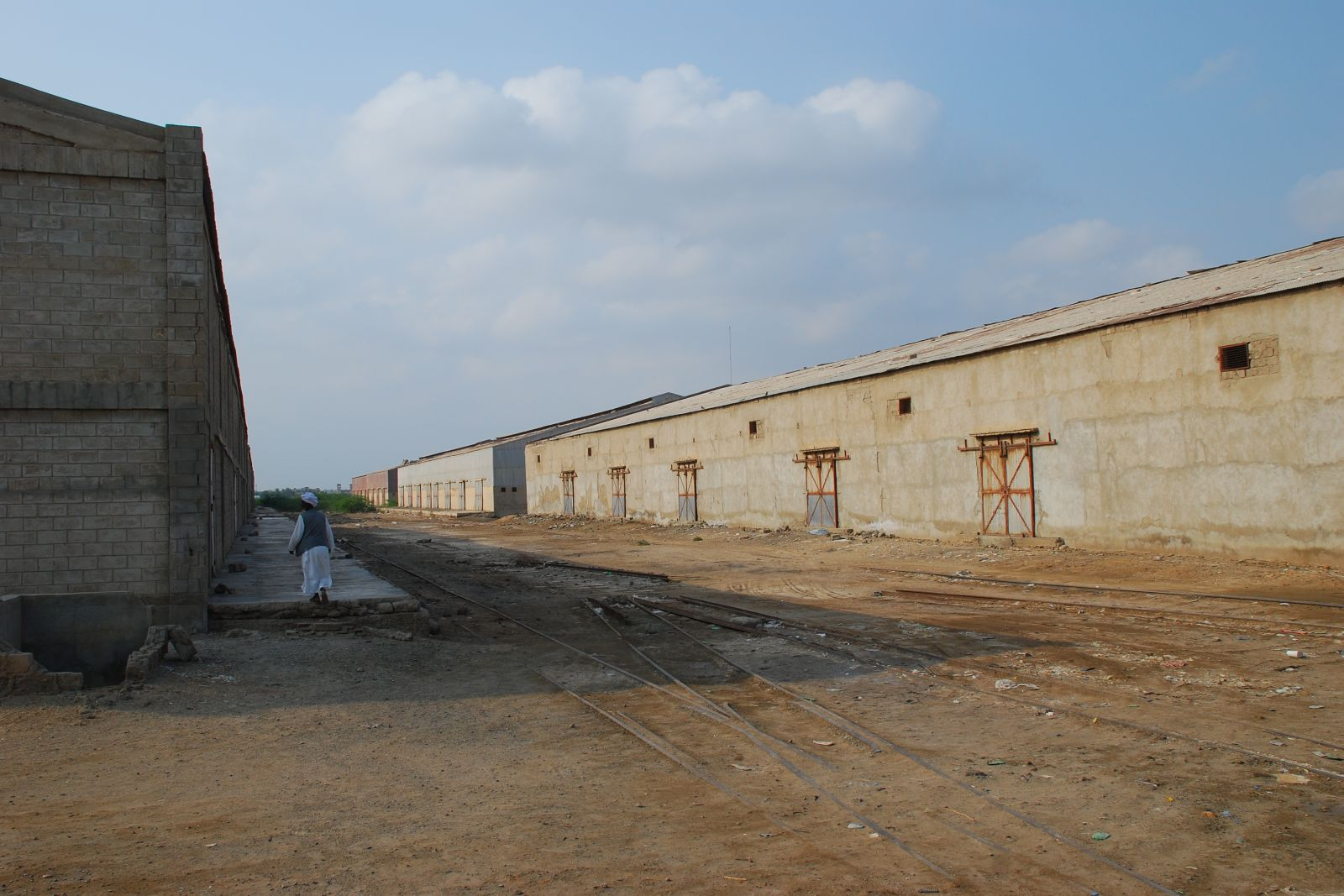
Solche Lagerhallen für Baumwolle im Hafen von Port Sudan wurden als Umschlagplätze für Hilfsgüter angemietet. 1985 konnten pro Tag 15.000 Tonnen Nahrungsmittel abgeladen werden, die Eisenbahn konnte nur 2000 Tonnen wegschaffen.

Präsident Numairi wurde im Zusammenhang mit der Hungersnot Gleichgültigkeit und Missmanagement vorgeworfen; keine der Südprovinzen hatte Hilfe aus Khartum erhalten. Das gehörte zu den Gründen, weshalb er am 6. April 1985 gestürzt wurde. Die anderen Gründe waren: die Entlassung der Muslimbrüder unter Hasan at-Turabi aus der Regierungskoalition, die hohe Inflation und eine durch die andauernden Kämpfe demoralisierte Armee. Der im April 1986 zum Nachfolger gewählte Sadiq al-Mahdi äußerte sich gegenüber der Hungersnot im Süden ähnlich indifferent und erklärte, die Hungerhilfe liege allein „in der Verantwortlichkeit des reichen Westens, nicht irgendeiner sudanesischen Regierung.“ Der „reiche Westen“ war, abgesehen von USAID, in Südsudan in Gestalt der Hilfsorganisationen Oxfam, Band Aid, Norwegian Church Aid, ACROSS (African Committee for the Relief of the Southern Sudanese) und protestantischen Kirchen vertreten. Es darf als Vorstufe der OLS gewertet werden, dass diese Organisationen sich ab 1985 unter dem Titel CART (Combined Action Relief Team) koordinierten.
Wie im Verlauf des Bürgerkrieges Kämpfe um knappe Ressourcen entlang ethnischer Trennlinien ausgetragen wurden, zeigt sich besonders am Beispiel von El Diein (Ed Daein), einer Kleinstadt an der Bahnlinie östlich von Nyala. Der Ort war früher einer der Umschlagplätze für Sklaven, wurde wegen des 2003 ausgebrochenen Darfur-Konflikts Ende 2007 von USAID als für Hilfsorganisationen besonders gefährlich eingestuft und war 20 Jahre zuvor, Anfang 1987, Schauplatz eines Massakers. Bis Mai 1986 waren 17.000 Dinka aus dem Süden in das vermeintlich ruhige El Diein geflohen, wo es an den knappen Wasserstellen gelegentlich Streit mit den ansässigen Fur und Zaghawa gab. Zur Eskalation kam es, als Baggara im Januar 2007 Dinka-Dörfer überfielen. SPLA-Kämpfer griffen daraufhin diese arabischen Milizen an, töteten über 150 Baggara und brachten 4000 Rinder wieder in Dinka-Besitz. Am 27. März 1987 griff zunächst eine Gruppe bewaffneter Baggara Dinka an, die sich in einer Kirche versammelt hatten. Es bildete sich ein Mob, der durch Dinka-Stadtviertel wütete und mit Stöcken auf die Fliehenden einschlug. Am nächsten Tag wurde Feuer an einen zur Abfahrt bereiten und mit Dinka vollbesetzten Zug gelegt. UNICEF schätzte die Zahl der Todesopfer auf bis zu 1500, Amnesty International bestätigte später 426 getötete Dinka. Davon waren die meisten Frauen und Kinder.
1987 gelangten, behindert durch Bürokratie und Sicherheitslage, nur wenige Nahrungslieferungen in die Städte im Süden; am Anfang des Jahres wurde besonders im Distrikt Aweil über Hungersnot berichtet. Sadiq hielt sich nicht nur an seine Aussage, die Versorgung der Bevölkerung den Hilfsdiensten zu überlassen, es gab auch gezielte Maßnahmen der Regierung gegen diese Hilfe. Im Februar 1988 wurden auf Anweisung aus Khartum 20 OXFAM-Lkw im Wert von 600.000 US-Dollar, die Nahrungsmittel in die südliche Region bringen sollten, in Juba von der Armee beschlagnahmt, um Truppen für einen Angriff auf das ganz im Südosten gelegene Kapoeta zu transportieren, das kurz zuvor an die SPLA gefallen war. Die Fahrzeuge waren von der britischen Regierung gekauft und OXFAM überlassen worden, weshalb es zu Schlagzeilen in der britischen Presse kam.
Als es im August 1988 im gesamten Zentrum des Landes zu einer Überschwemmungskatastrophe kam, bei der 80 Prozent der Fläche Khartums unter Wasser stand und hunderttausende Menschen obdachlos wurden, traf in kürzester Zeit Nothilfe aus überwiegend arabischen Ländern ein. Saudi-Arabien flog mit 42 Militär- und 19 Zivilflugzeugen Nahrungsmittel ein, die von der Armee in Stadtteilen mit Regierungsanhängern verteilt und teilweise abgezweigt wurden. Auch USAID spendete 7100 Tonnen Nahrungsmittel, die über kirchliche Organisationen zu Flutopfern in den Randgebieten der Hauptstadt gelangten.

## OLS – Vorgespräche unter Präsident Sadiq
Die mühseligen internationalen Verhandlungen Anfang 1989 bis zur Einführung der OLS-Hilfsaktion geschahen zu einer Zeit, als sich Sadiq innenpolitisch in einer Krise befand und wegen des andauernden Krieges und vor allem als nach Einbezug der National Islamic Front (NIF) von Turabi im Februar in die Regierungskoalition auch seine Legitimität im Ausland schwand. Sadiqs Regierung verfügte zwar über eine ausreichende Mehrheit, dennoch wurde ihm die Unfähigkeit zu Wirtschaftsreformen zur Bekämpfung der Inflation (im Februar 80 Prozent) und der Auslandsverschuldung vorgeworfen (seit 1982 nahm die Wirtschaftsleistung ab). Wegen zunehmender Kriegsmüdigkeit forderte die Armee im Februar in einem einwöchigen Ultimatum Friedensgespräche mit der SPLA. Im Süden benötigten im März 1989 1,6 Millionen Flüchtlinge Hilfe, über eine Million Flüchtlinge befanden sich in Khartum.
Im März 1989 fand in Khartum eine UN-Konferenz statt, bei der James Grant, der Direktor von UNICEF und Leiter der geplanten OLS, seine Positionen durchsetzen konnte. Die Zugeständnisse der Regierung betrafen den Umtauschkurs in sudanesische Pfund für Spendenüberweisungen und Garantien für sichere Transportrouten, zu deren Einrichtung Sadiq einen Monat Ruhe versprach. Die SPLA unter John Garang erklärte sich ebenfalls mit der Einrichtung von Korridoren einverstanden, auf denen Hilfsgüter ab Malakal auf dem Nil, über die Eisenbahnverbindung von Norden nach Aweil und per LKW aus Uganda transportiert werden könnten, widersetzte sich aber einem Waffenstillstand. Der Beginn der Aktion wurde auf den 1. April festgelegt und sollte unter der Regie von UNICEF sechs Monate dauern. Das Sadiq aufgezwungene Hauptzugeständnis war die Zustimmung zu einem Friedensprozess, welcher auch in der von ihm am 25. März 1989 neu gebildeten Regierung (der fünften Regierung in drei Jahren) eine Mehrheit fand. Turabi verließ die Regierung und lehnte ein geplantes Treffen zwischen Sadiq und Garang ab.

## OLS nach der Machtübernahme durch al-Baschir
Zu diesem Treffen kam es nicht mehr. Nach einem Putsch islamistischer Offiziere am 30. Juni 1989 übernahm Omar al-Baschir die Macht. Baschir erklärte James Grant am Tag nach dem Staatsstreich zwar, die OLS werde fortgesetzt. Dennoch wurde für einen Monat die Reiseerlaubnis für Helfer ausgesetzt. Bis August 1989 wurde ein Flugverbot verhängt, danach wurden die Sicherheitsprozeduren derart verschärft, dass die Hilfsflüge von Khartum drastisch reduziert wurden. Allgemein erreichten Hilfsgüter nur teilweise und nach Verzögerungen ihr Ziel. Im November suspendierte die Regierung erneut alle Hilfsflüge und machte deren Fortsetzung von der Bedingung abhängig, dass künftig 80 Prozent aller Hilfsgüter in die von der Armee beherrschten Gebiete gehen müssten. Zuvor waren es 50 Prozent gewesen. Es begann ein Feilschen um Quoten. Allein die Lutheran World Federation scherte aus dem Konsens der Hilfsorganisationen aus, akzeptierte diese Bedingung und flog Hilfsgüter in die Garnisonsstadt Juba. Baschir wollte außerdem Armeeoffiziere an den Verladestellen der Hilfsgüter in Kenia und Uganda positionieren, was aber abgelehnt wurde.
Im Oktober war der ursprüngliche Vertrag abgelaufen und von Baschir auch nicht verlängert worden. Direkte Verhandlungen für eine Fortsetzung als OLS II fanden im November 1989 unter Vermittlung von Jimmy Carter in Nairobi statt. Sie waren erfolglos. Es kam zu keiner Vertragsverlängerung, stattdessen wurde die OLS ohne genaue Absprachen weitergeführt. Die internationalen Geber erklärten im März 1990 die zweite Phase der OLS für eröffnet. Diesmal sollten auch die Flüchtlinge in Khartum einbezogen werden. Bis zum offiziellen Ende im Oktober 1990 standen nun 118 Millionen Dollar zur Verfügung. Die ersten Hilfsflüge starteten von Lokichoggio im April. Der Beginn von OLS II war zögerlich, besonders nachdem die sudanesische Regierung ihre Unterstützung für den Irak erklärte: als dieser im August 1990 in Kuwait einmarschierte, schwand das Interesse der USA vollends. Sudan hatte sich nun auch von den arabischen Ländern politisch isoliert. Vorausschauend hatte Baschir im Februar die Selbstversorgung des Landes proklamiert, um „die Ehre und Würde des Sudan zu bewahren.“ Nicht in dieses Bild passt, dass die Regierung im September 1990 in Kosti 40.000 Tonnen Hilfsgüter aus dem Besitz von USAID beschlagnahmte, was zu internationalen Protesten führte. Eine Weiterführung von OLS schien daher fraglich, wurde aber trotz geringeren Interesses der Geber für das kommende Jahr beschlossen. Anfang der 1990er Jahre erhielten nur wenige Ausländer die Erlaubnis, die Lage vor Ort zu überprüfen.
Anfang 1991 verschob sich die militärische Lage zuungunsten der SPLA. In Äthiopien wurden nach dem Sturz der sozialistischen Regierung (Derg) die sudanesischen Flüchtlingslager, die eine Versorgungsbasis der SPLA gewesen waren, aufgelöst und 100.000 Sudanesen zur Rückkehr in den Sudan gezwungen. Deren Versorgung musste nun dezentral und mitten im Kriegsgebiet erfolgen.
Ende 1992 gab es einen Überfall, bei dem drei westliche Helfer und ein Fotograf in Ost-Äquatoria getötet wurden. Daraufhin zogen sich aus Protest alle ausländischen NGOs, mit Ausnahme der Norwegian People's Aid (NPA) und World Vision Deutschland sowie World Vision Sudan, vorübergehend zurück, bis Anfang 1993 die Kriegsparteien einer ersten Fassung einer Vereinbarung („Ground Rules“) zugestimmt hatten, die im Wesentlichen die Unverletzlichkeit von Helfern und deren Eigentum zum Inhalt hatte. Damit übte die OLS erstmals direkten politischen Druck aus. Das einzige politische Machtmittel der OLS war zwar nur die Drohung mit Rückzug, dennoch übte die OLS über die öffentliche Wahrnehmung weiteren Druck aus: Die Kriegsparteien konnten durch Zusammenarbeit ihre humanitären Absichten unter Beweis stellen und damit ihre Legitimität stärken.
Seit ihrer Einführung hatte die OLS, von den komplizierten Verhandlungen abgesehen, mit schlechten und teilweise verminten Straßen und mit zumeist durch die SPLA begangenen Überfällen auf diesen Straßen und den Wasserwegen zu kämpfen. Die Versorgung musste daher zu großen Teilen aus der Luft erfolgen. Zum Umschlagplatz für die Versorgungsgüter und zur Basis der Hilfsorganisationen wurde der Flugplatz im kenianischen Lokichoggio. Das World Food Programme schätzte 2004 den Anteil der Transportkosten auf 38–43 Prozent der jährlichen Projektkosten und damit auf etwa doppelt so viel wie den Wert der Ware. Das Einfliegen über Lokichoggio verteuerte die Hilfslieferungen um das drei- bis fünffache. Um 1990 kostete der Transport einer Tonne Hilfsgüter von Kenia in die Krisenregion 700 US-Dollar. Teilweise wurden eine Million US-Dollar pro Tag ausgeben.
Unter Leitung der UNICEF waren den einzelnen Hilfsorganisationen in Südsudan Sektoren zugeteilt: AICF (Action Internationale Contre le Faim) um Kadugli; CARE International in an-Nahud (West-Kordofan); CONCERN Irland in Kosti und Malakal; ICRC in Wau; LRCS (League of Red Cross Societies) in Abyei; MSF in El Meiram (westlich Abyei); WFP in Malakal, Nasir, Kosti, Torit, Nimule (an Uganda-Grenze) und Wau; UNICEF in Kapoeta und UNDP. Ab Mitte 1993 war die Lage in den Regionen Bahr al-Ghazal und Ost-Äquatoria praktisch ständig unsicher, längerfristige Projekte konnten nur im äußersten Südwesten (West-Äquatoria) durchgeführt werden. Die unsichersten Gebiete wurden überwiegend vom WFP versorgt.
Nach Beendigung des Bürgerkriegs 2005 standen für die Hilfsorganisationen Minenräumung und Ausbau der Infrastruktur im Vordergrund, der kostspielige Gütertransport per Flugzeug ist deutlich zurückgegangen. In den letzten Jahren sind zahlreiche weitere Nichtregierungsorganisationen hinzugekommen, deren Tätigkeit sich nun als Entwicklungshilfe versteht. Die Projekte werden insgesamt nicht mehr als OLS zusammengefasst.

## Hunger als Strategie im Krieg
Hunger als Mittel der Kriegsführung wurde von beiden Seiten instrumentalisiert. Hungersnöte wurden gezielt zur Lenkung der Hilfslieferungen herbeigeführt, Hilfslieferungen wurden gezielt unterbunden, und Hunger war ein Mittel zur Demoralisierung der Bevölkerung. Die Zusicherung ungehinderter Transporte wurde jeweils nur gewährt, wenn die verschiedenen Machthaber ihr Gebiet bei der Verteilung prozentual angemessen berücksichtigt sahen. So bemühten sich die Hilfsorganisationen bereits vor Beginn der OLS ab 1986 besonders um die Versorgung der Bevölkerung in den von der Armee gehaltenen Städten, um die Regierung nicht zu verärgern; für die SPLA war genau dies der Grund, im Juni 1986 eine Feuerpause zur Hilfeleistung abzulehnen. Als Demonstration gegen unabgesprochene Hilfsflüge schoss die SPLA am 16. August 1986 ein Passagierflug der Sudan Airways bei Malakal ab. Es gab 60 Tote. Hilfsflüge wurden in der Zeit danach eingestellt. Die Regierung benahm sich gleichermaßen feindselig und wies im Oktober die für die Flüge verantwortlichen UN-Mitarbeiter außer Landes. Die sogenannte stille Diplomatie war erfolglos.
Wurde die Bevölkerung in Flüchtlingslager vertrieben, erzwang die jeweilige Kriegspartei damit die geballte Lieferung von Hilfsgütern an einen Ort, mit entsprechender Kontrollmöglichkeit. Solche Bevölkerungskonzentrationen wurden auch als Schutzschilde missbraucht: In der Regierungsgarnison Juba war die Einwohnerzahl 1993 auf etwa 300.000 gestiegen. Diese musste aus der Luft versorgt werden, da die Regierung die Zufahrtsstraßen verminen ließ, um zu verhindern, dass die Bevölkerung in Rebellengebiete floh.

## Kritik an OLS
Der Hauptvorwurf lautet, mit der OLS seien direkt oder indirekt die Konfliktparteien derart unterstützt worden, dass diese Hilfe zu einer Verlängerung des Krieges beigetragen habe. Indirekte Unterstützung ermöglicht Dreiecksgeschäfte: 1990 exportierte Sudan 98.000 Tonnen Hirse als Viehfutter in die Europäische Union, während zugleich Nahrungsmittel in ähnlicher Größenordnung in den Sudan geflogen wurden. Einer kriegführenden Partei ließ man auf diese Art Devisen zukommen. Die Hungersnot hätte ohne diese Exporte verhindert werden können. Im andauernden Darfur-Krieg ist Hunger wiederum Kriegsstrategie und es lassen sich auch dort Hilfslieferungen und Nahrungsexporte der Regierung miteinander verrechnen. Es gab Absprachen, die sich ebenso als Unterstützung für die Regierung auswirkten: Hilfsorganisationen wurden gezwungen, die für ihre Projekte vorgesehenen Finanzmittel zu schlechten Kursen in sudanesische Währung umzutauschen und Hilfsgüter auf lokalen Märkten zu kaufen. Ihre Fahrzeuge mussten als Eigentum sudanesischer Behörden registriert werden, damit sie nach Beendigung des Einsatzes garantiert dem Staat zufallen würden.
Die SPLA auf der Gegenseite soll einen Teil der Hilfslieferungen für eigene Zwecke verwendet haben, da sie die Versorgung der Bevölkerung durch andere als gesichert wähnte: „Seitdem die Uno vor 18 Jahren die Operation Lifeline Sudan ins Leben gerufen hat, sind es die Rebellen nämlich gewohnt, dass die Zivilisten mit Hilfslieferungen durchgefüttert werden. Die Hilfe rettet zwar Leben, sie führt jedoch auch zu einem fatalen Verlust an Selbstverantwortung.“
Unter der Überschrift Aid fuelling the war („Hilfe befeuert den Krieg“) fasst eine Studie drei Wege zusammen, auf denen Hilfsgüter den Kriegsparteien zugutekamen: Direkter Diebstahl geschah nur durch lokale Kriegsherren, die für die sudanesische Regierung operierten und die kein Verhältnis zu den NGOs pflegen wollten. Unauffälliger waren Diebstähle von Hilfsgütern in entlegenen Gebieten, die für ausländische Helfer nicht erreichbar waren. Dies geschah in größerem Umfang während der 1980er Jahre in den Flüchtlingslagern in Äthiopien, die unter Aufsicht der SPLA standen. Die Diebstähle in den Lagern wurden durch das Derg-Regime unterstützt, das die Bewegungsmöglichkeiten der UNHCR-Mitarbeiter eingeschränkt hatte.
Die kriegführenden Parteien hatten eigene Hilfsorganisationen, die zwar nominell unabhängig, aber dennoch ein Teil der jeweiligen Bewegungen waren. Zur Nasir-Fraktion der SPLA gehörte die Relief Association of the southern Sudan (RASS), die Fashoda Relief and Rehabilitation Association (FRRA) wurde ebenfalls von der Nasir-Fraktion gegründet. Zur SPLM gehörte (und gehört) die 1985 ins Leben gerufene Sudan Relief and Rehabilitation Association (SRRA). Aufgrund des hohen Risikos für ausländische Helfer, wurden die an bestimmte zentrale Stellen gelieferten Hilfsgüter von diesen Organisationen weiterverteilt. Nach 1991 war das der häufigste Weg für das Verschwinden von Nahrungsmitteln.
Dass die SPLA überhaupt zu einer politischen Organisation aufsteigen konnte, die international Beachtung fand, lag auch an den Verhandlungen zur Einführung der OLS. John Garang war vom Aufständler zum anerkannten Gesprächspartner aufgewertet worden, der in seiner „Friedenstour“ im Mai 1989 die USA bereiste, wo er die bisherige Einschätzung seiner Organisation als kommunistisch loszuwerden versuchte.
Allgemein wurde beklagt, wie wenig politischen Druck die Organisationen ausübten, und dass die Einbeziehung ziviler Ziele in den Krieg, einschließlich der Angriffe auf die OLS selbst, von beiden Seiten nicht hinreichend kritisiert wurde. Während des 17-jährigen Bürgerkriegs sind geschätzte 2 Millionen Menschen getötet und 4,3 Millionen zu Flüchtlingen geworden.